# 佐藤幸椰
佐藤 幸椰（さとう ゆきや、1995年6月19日 - ）は、北海道石狩市出身のスキージャンプ選手である。札幌日本大学高等学校を経て雪印メグミルクスキー部所属。

## 経歴
高校時代は全国高等学校スキー大会3連覇や、宮様スキー大会2年連続完全制覇など多くの記録を達成し、2014年4月に雪印メグミルクに入社した。
ワールドカップデビューは2015年1月23日の大倉山ジャンプ競技場で行われた札幌大会で、39位だった。翌日は43位だった。同年のジュニア世界選手権では個人戦4位、団体戦6位となった。
2015/16シーズンは、ニジニ・タギル大会で初めてワールドカップ遠征組に選ばれた。
2017/18シーズンは、ニジニ・タギル大会からワールドカップ遠征組入りし、2月のヴィリンゲン・ファイブ（ヴィリンゲンでの予選と本戦5回のジャンプの合計得点を競う大会）以降は遠征組に定着した。このヴィリンゲン・ファイブでは1試合目で29位になり、自身初のワールドカップポイント獲得、2試合目で同シーズン最高位の11位となり、総合23位となった。
2018/19シーズンは、エンゲルベルク大会からワールドカップ遠征組入りし、年末年始に行われるスキージャンプ週間にて初出場を果たす。第3戦のインスブルック大会で6位となり、自身初のトップ10入りを果たす。ジャンプ週間では4大会とも30位以内に入り、総合12位となった。1月20日のザコパネ大会で3位となり、自身初の表彰台入りを果たした。同年の世界選手権代表にも選ばれ、男子ラージヒル団体では銅メダルを獲得するなど、4種目すべてに出場した。
2019/20シーズンは、サマーグランプリより参戦し、ザコパネ大会の個人戦3位、男子団体優勝のメンバーとなった。続く白馬大会は1日目2位、2日目3位に入賞し、総合2位で終えた。冬はW杯開幕戦から遠征組に選抜され、第3戦のニジニ・タギル大会でワールドカップ初優勝を飾り、第17戦の札幌大会で2回目の優勝を果たすなどの成績を収め、総合13位でシーズンを終えた。
2020/21シーズンは、コロナ禍のため10月以降の開催となったサマージャンプ国内戦は7戦中、全日本選手権の2勝を含む優勝4回、2位1回でワールドカップへ向かった。ワールドカップでは5位3回など1桁順位に13回入り、総合11位の成績を挙げた。またフライングの団体戦では20年ぶりの表彰台となる団体2位のメンバーとなった。世界選手権ではノーマルヒルでは1本目8位につけるも2本目で距離を伸ばせず16位、混合団体は5位だった。ラージヒルでは1本目4位につけたが、2本目は8位で7位だった。男子団体では、1本目で最長不倒の141m、2本目もヒルサイズの137m飛ぶ活躍を見せたが惜しくも4位だった。
2021/22シーズンは、サマージャンプ国内戦で3勝。サマーグランプリでは、9/25のヒンツェンバッハ大会で小林陵侑を抑えて優勝し、日本勢2位の総合15位に入った。全日本選手権はラージヒル2位でワールドカップを迎えた。前半戦はジャンプ週間最終戦の4位を最高順位として1桁順位に4回入り、団体戦では2回表彰台に登るなどの活躍で、日本勢2位の総合14位で北京オリンピックに臨んだ。エースの小林陵侑とともに今大会のオリンピックスキージャンプ全種目に出場し、個人ノーマルヒル32位、混合団体4位、個人ラージヒル15位、男子団体5位だった。混合団体の1回目のジャンプでスーツ規定違反で失格になった高梨沙羅を気遣う一方、男子団体では「力のある陵侑をメダル争いさせることができなかった」と悔しさをにじませた。オリンピック後はフライング世界選手権ヴィケルスン大会では個人9位、団体6位のメンバーとなった。ワールドカップ最終戦（プラニツァ）大会では2位に入り、総合13位でシーズンを終えた。
2022/23シーズンはワールドカップ総合54位であった。世界選手権は代表入りしたが、出場機会がなかった。
2023/24シーズンは国内戦で4勝した。
2024/25シーズンはサマージャンプで1勝し、冬の名寄市・ピヤシリシャンツェの開幕2連戦で連勝ののちコンチネンタルカップに参戦し、札幌大会3試合で最高2位を含む一桁順位となったことから、自力でワールドカップに昇格した。ワールドカップでは札幌大会終了時までのポイントで日本代表の5番手となり世界選手権の代表に選ばれ、団体および個人ラージヒルに出場した。ワールカップは総合44位でシーズンを終えた。

## 主な競技成績

### オリンピック
- 2022年北京オリンピック（ 中国）
  - 個人ノーマルヒル 32位
  - 個人ラージヒル 15位
  - 混合団体ノーマルヒル 4位（高梨沙羅、佐藤幸椰、伊藤有希、小林陵侑）
  - 団体ラージヒル 5位（佐藤幸椰、中村直幹、小林潤志郎、小林陵侑）

### アジア冬季競技大会
- 2017年札幌大会（ 日本）
  - 男子個人ノーマルヒル 1位
  - 男子団体ラージヒル 1位（岩佐勇研、佐藤幸椰、中村直幹、伊藤将充）

### 世界選手権
- 2019年ゼーフェルト大会（ オーストリア）
  - 個人ノーマルヒル 7位
  - 個人ラージヒル 21位
  - 団体ラージヒル 3位（佐藤幸椰、伊東大貴、小林潤志郎、小林陵侑）
  - 混合団体ノーマルヒル 5位（伊藤有希、佐藤幸椰、高梨沙羅、小林陵侑）
- 2021年オーベルストドルフ大会（ ドイツ）
  - 個人ノーマルヒル 16位
  - 個人ラージヒル 7位
  - 団体ラージヒル 4位（佐藤幸椰、佐藤慧一、中村直幹、小林陵侑）
  - 混合団体ノーマルヒル 5位（伊藤有希、佐藤幸椰、高梨沙羅、小林陵侑）
- 2023年プラニツァ大会（ スロベニア）
  - 代表に選出されたが競技出場は無し。
- 2025年トロンハイム大会（ ノルウェー）
  - 団体ラージヒル 5位（二階堂蓮、佐藤幸椰、中村直幹、小林陵侑）
  - 個人ラージヒル 26位

### フライング世界選手権
- 2020年プラニツァ大会（ スロベニア）
  - 個人 6位
  - 団体 5位（佐藤慧一、中村直幹、小林陵侑、佐藤幸椰）
- 2022年ヴィケルスン大会（ ノルウェー）
  - 個人 9位
  - 団体 6位（佐藤幸椰、中村直幹、小林潤志郎、小林陵侑）

### ジュニア世界選手権
- 2012年エルズルム大会（ トルコ）
  - 個人61位
  - 団体10位（高梨寛太、西方慎護、佐藤幸椰、清水礼留飛）
- 2013年リベレツ大会（ チェコ）
  - 個人13位
  - 団体6位（西方慎護、佐藤幸椰、渡辺知也、清水礼留飛）
- 2015年アルマトイ大会（ カザフスタン）
  - 男子個人 4位
  - 男子団体 6位（佐藤幸椰、小林陵侑、渡部陸太、伊藤将充）

### ワールドカップ
| 個人総合成績（総合：W杯シーズン個人総合、4H：スキージャンプ週間総合） | 個人総合成績（総合：W杯シーズン個人総合、4H：スキージャンプ週間総合） | 個人総合成績（総合：W杯シーズン個人総合、4H：スキージャンプ週間総合） | 個人総合成績（総合：W杯シーズン個人総合、4H：スキージャンプ週間総合） | 個人総合成績（総合：W杯シーズン個人総合、4H：スキージャンプ週間総合） | 個人総合成績（総合：W杯シーズン個人総合、4H：スキージャンプ週間総合） | 個人総合成績（総合：W杯シーズン個人総合、4H：スキージャンプ週間総合） |
| シーズン                                                              | 総合                                                                  | 4H                                                                    | 優勝                                                                  | 準優勝                                                                | 3位                                                                   | 備考                                                                  |
| --------------------------------------------------------------------- | --------------------------------------------------------------------- | --------------------------------------------------------------------- | --------------------------------------------------------------------- | --------------------------------------------------------------------- | --------------------------------------------------------------------- | --------------------------------------------------------------------- |
| 2014/15                                                               | ---                                                                   | ---                                                                   | 0回                                                                   | 0回                                                                   | 0回                                                                   | 最高順位 39位                                                         |
| 2015/16                                                               | ---                                                                   | ---                                                                   | 0回                                                                   | 0回                                                                   | 0回                                                                   | 最高順位 31位                                                         |
| 2016/17                                                               | ---                                                                   | ---                                                                   | 0回                                                                   | 0回                                                                   | 0回                                                                   | 最高順位 36位                                                         |
| 2017/18                                                               | 45位                                                                  | ---                                                                   | 0回                                                                   | 0回                                                                   | 0回                                                                   | 最高順位 11位                                                         |
| 2018/19                                                               | 23位                                                                  | 12位                                                                  | 0回                                                                   | 0回                                                                   | 1回                                                                   |                                                                       |
| 2019/20                                                               | 13位                                                                  | 19位                                                                  | 2回                                                                   | 0回                                                                   | 0回                                                                   |                                                                       |
| 2020/21                                                               | 11位                                                                  | 13位                                                                  | 0回                                                                   | 0回                                                                   | 0回                                                                   | 最高順位 4位                                                          |
| 2021/22                                                               | 13位                                                                  | 10位                                                                  | 0回                                                                   | 1回                                                                   | 0回                                                                   |                                                                       |
| 2022/23                                                               | 54位                                                                  | 50位                                                                  | 0回                                                                   | 0回                                                                   | 0回                                                                   | 最高順位 19位                                                         |
| 2024/25                                                               | 44位                                                                  | ---                                                                   | 0回                                                                   | 0回                                                                   | 0回                                                                   | 最高順位 9位                                                          |
| 合計                                                                  | ---                                                                   | ---                                                                   | 2回                                                                   | 1回                                                                   | 1回                                                                   |                                                                       |

| 個人表彰台 | 個人表彰台 | 個人表彰台     | 個人表彰台 | 個人表彰台 | 個人表彰台 |
| シーズン   | 開催日     | 開催地         | HS         | 成績       |            |
| ---------- | ---------- | -------------- | ---------- | ---------- | ---------- |
| 2018/19    | 1月20日    | ザコパネ       | 140        | 3位        |            |
| 2019/20    | 12月7日    | ニジニ・タギル | 134        | 優勝(1)    |            |
| 2019/20    | 2月1日     | 札幌           | 137        | 優勝(2)    |            |
| 2021/22    | 3月27日    | プラニツァ     | 240        | 2位        |            |

| 男子団体 | 男子団体 | 男子団体             | 男子団体 | 男子団体 | 男子団体                              |
| シーズン | 開催日   | 開催地               | HS       | 成績     | メンバー                              |
| -------- | -------- | -------------------- | -------- | -------- | ------------------------------------- |
| 2018/19  | 2月9日   | ラハティ             | 130      | 3位      | 佐藤幸椰 伊東大貴 小林潤志郎 小林陵侑 |
| 2018/19  | 3月9日   | オスロ               | 134      | 準優勝   | 佐藤幸椰 葛西紀明 小林潤志郎 小林陵侑 |
| 2019/20  | 12月14日 | クリンゲンタール     | 140      | 3位      | 佐藤幸椰 伊東大貴 小林潤志郎 小林陵侑 |
| 2020/21  | 3月28日  | プラニツァ           | 240      | 準優勝   | 中村直幹 小林潤志郎 佐藤幸椰 小林陵侑 |
| 2021/22  | 1月9日   | ビショフスホーフェン | 142      | 準優勝   | 佐藤幸椰 佐藤慧一 小林潤志郎 小林陵侑 |
| 2021/22  | 1月15日  | ザコパネ             | 140      | 3位      | 佐藤幸椰 小林潤志郎 中村直幹 小林陵侑 |

### サマーグランプリ
- 通算 優勝1回、2位1回、3位2回、団体優勝1回、混合団体優勝1回（2021シーズン終了時）

| シーズン | 順位 | ポイント |
| -------- | ---- | -------- |
| 2015     | 80   | 7        |
| 2016     | .    | 0        |
| 2017     | .    | 0        |
| 2018     | 14   | 124      |
| 2019     | 2    | 294      |
| 2021     | 15   | 136      |

### その他国際大会
- 2012年インスブルックユースオリンピック個人ノーマルヒル 3位

### 国内大会
- 2009年
  - 第25回 吉田杯ジャンプ大会少年組 - 優勝

- 2010年
  - 第51回 雪印杯全日本ジャンプ大会ジュニア組 - 優勝

- 2011年
  - 第48回 全国中学校スキー大会 - 優勝
  - 第82回 宮様スキー大会国際競技会少年組ラージヒル - 優勝
  - 2011年 全日本ジュニアスキー選手権大会 - 優勝

- 2012年
  - 第61回 全国高等学校スキー大会 - 優勝
  - 第30回 札幌市長杯宮の森サマージャンプ大会少年組 - 優勝

- 2013年
  - 第62回 全国高等学校スキー大会 - 優勝
  - 第25回 全国高等学校選抜スキー大会 - 優勝
  - 第68回 国民体育大会冬季大会スキー競技会少年組 - 優勝
  - 第84回 宮様スキー大会国際競技会少年組ノーマルヒル・ラージヒル - 優勝
  - 第31回 札幌市長杯宮の森サマージャンプ大会少年組 - 優勝

- 2014年
  - 第63回 全国高等学校スキー大会 - 優勝
  - 第69回 国民体育大会冬季大会スキー競技会少年組 - 優勝
  - 第55回 雪印メグミルク杯全日本ジャンプ大会少年組 - 優勝
  - 第85回 宮様スキー大会国際競技会少年組ノーマルヒル・ラージヒル - 優勝

- 2015年
  - 第93回 全日本選手権ノーマルヒル・ラージヒル - 優勝

- 2018年
  - 第29回 TVh杯ジャンプ大会男子組 - 優勝
  - 第73回 国民体育大会冬季大会スキー競技会成年A組 - 優勝

- 2020年
  - 第99回 全日本選手権ノーマルヒル・ラージヒル - 優勝
  - 第62回 NHK杯ジャンプ大会男子組 - 優勝
  - チャレンジカップ2020大倉山サマージャンプ大会男子組 - 優勝

- 2021年
  - 第18回 名寄サンピラー国体記念サマージャンプ大会男子組 - 優勝
  - 第22回 札幌市長杯大倉山サマージャンプ大会成年組 - 優勝
  - チャレンジカップ2021大倉山サマージャンプ大会男子組 - 優勝

- 2023年
  - 第42回 サマージャンプ朝日大会成年組 - 優勝

- 2024年
  - 第52回 札幌オリンピック記念スキージャンプ競技大会男子組 - 優勝
  - 第95回 宮様スキー大会国際競技会成年組ラージヒル - 優勝
  - 第25回 伊藤杯シーズンファイナル大倉山ナイタージャンプ大会男子組 - 優勝
  - 第21回 名寄サンピラー国体記念サマージャンプ大会男子組 - 優勝

- 2025年
  - 第55回 名寄ピヤシリジャンプ大会男子組 - 優勝
  - 第40回 吉田杯ジャンプ大会男子組 - 優勝